# Le Grand Amour
Pour plus de détails, voir Fiche technique et Distribution.
Pour les articles homonymes, voir Le Grand Amour (homonymie).
Le Grand Amour est un film français réalisé par Pierre Étaix, sorti en 1969.

## Synopsis
Pierre, un homme de quarante ans, directeur d'une usine de tannerie, se retrouve marié avec Florence, sans amour, ni désamour, mais plutôt par convention. Se passent quelques années d'une vie ennuyeuse, monotone et douillette. Et puis un jour sa vieille secrétaire lui présente sa remplaçante, une jeune et jolie femme. Elle s'appelle Agnès. Elle a 18 ans. Elle est ravissante. Il en tombe éperdument amoureux et l'invite au restaurant.

## Fiche technique
- Réalisateur : Pierre Étaix
- Assistant réalisateur : Michel Leroy
- Scénario et dialogues : Pierre Étaix, Jean-Claude Carrière
- Scripte : Suzanne Ohanessian
- Directeur de la photographie : Jean Boffety
- Cadreur : Christian Guillouet
- Assistant opérateur : Guy Lecouvette
- Photographe de plateau : Roger Forster
- Ingénieur du son : Jean Bertrand
- Mixage : Jean Nény
- Musique : Claude Stieremans (Editions musicales Septentrion)
- Décors et costumes : Daniel Louradour
- Maquillage : Irène Servet
- Montage : Henri Lanoë, assisté de Michel Lewin
- Producteurs : Paul Claudon pour CAPAC ; Yves Robert et Danièle Delorme pour Les Productions de la Guéville ; Gilbert de Goldschmidt pour Madeleine Films
- Directeur de production : Jacques Garcia
- Pays de production :  France
- Distribution en salles en France : 20th Century Fox (1969), Carlotta Films (2010)
- Tournage : du 25 juillet au 25 septembre 1968
- Format : Couleur (Eastmancolor) - 35 mm
- Durée : 87 minutes
- Date de sortie : 
  - France : 21 mars 1969
  - reprise : juillet 2010

## Distribution
- Pierre Étaix : Pierre
- Annie Fratellini : Florence Girard, l'épouse de Pierre
- Nicole Calfan : Agnès, la nouvelle secrétaire de Pierre
- Alain Janey : Jacques, l'ami de Pierre
- Ketty France : Madame Girard, la mère de Florence
- Louis Maiss : Monsieur Girard, le père de Florence
- Jacqueline Rouillard : Madame Louise
- Renée Gardès : une commère
- Billy Bourbon : le poivrot
- Micha Bayard : la secrétaire de Bourget
- Claude Massot : le garçon de café
- Jane Beretta : une commère
- Magali Clément : Irène
- Émile Coryn
- Sylvie Delalande
- Luc Delhumeau : le conducteur furieux
- Stéphanie Drobner
- Odette Duc : une commère
- Sandra Fratellini
- Gino Fratellini
- Tino Fratellini
- Martine Leclerc
- Mad Letty : la Mère supérieure
- Marie Marc : la grand-mère de Florence
- Paule Marin : une commère
- Georges Montax : le conducteur en panne
- Judith Pauwels : deux commères
- Denise Péronne : une commère
- Josette Poirier : Thérèse
- Annie Savarin : une commère
- Rolph Zavatta : le garde suisse
- Jean-Pierre Helga : Monsieur Bourget
- Jean-Pierre Loriot : le vieillard
- Jacqueline Rouillard : Madame Louise, la secrétaire de Pierre qui prend sa retraite
- Georgina Pauwels : une commère

## Distinctions
- Grand prix du cinéma français[1].
- Prix de l'Office Catholique au Festival de Cannes[1].
- Prix d'interprétation au Festival international de Panama[1].

## Autour du film

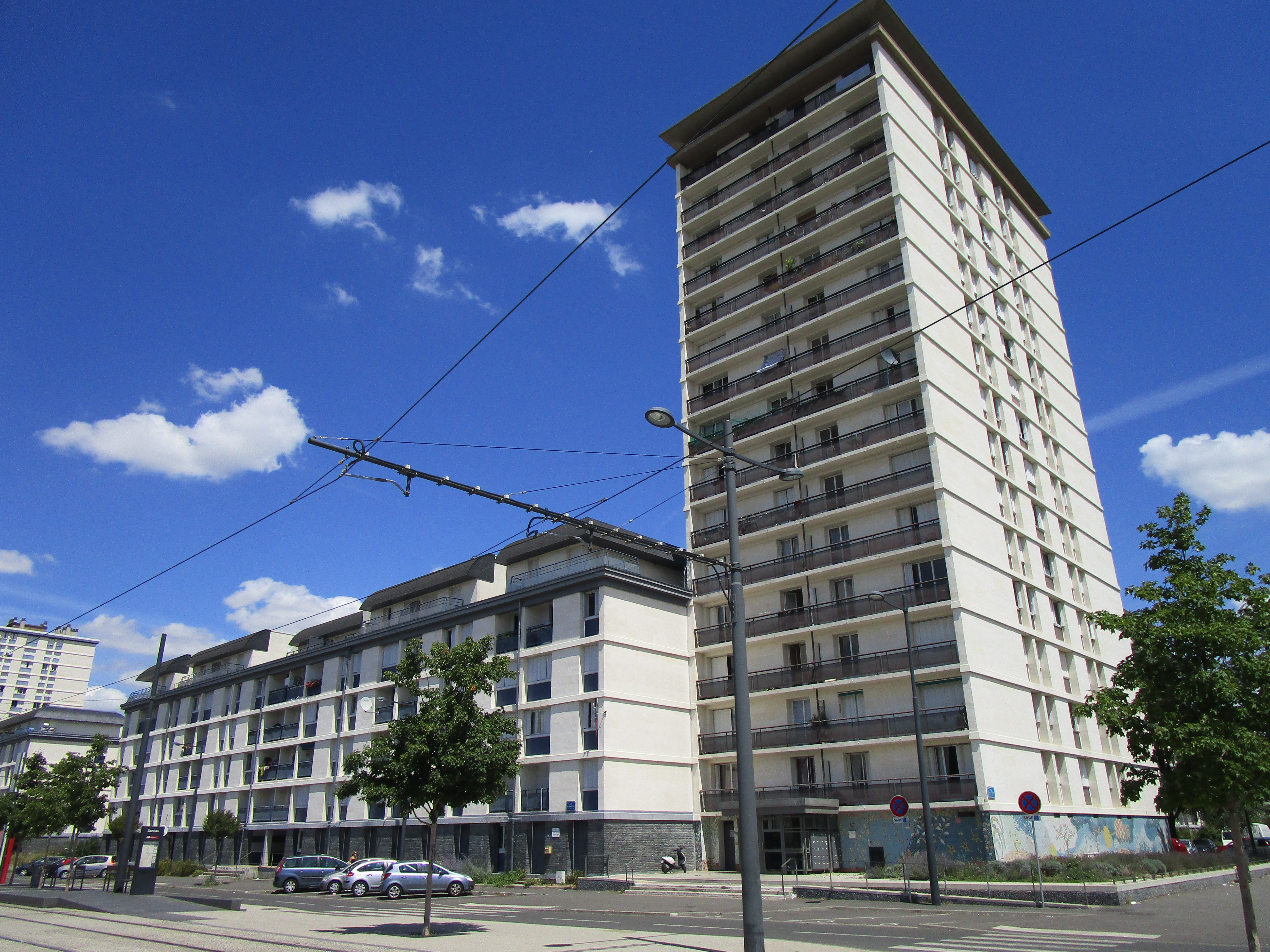
Agnès vit dans le quartier du Sanitas.

Le film a été tourné à Tours en 1968. Le générique de début montre en plan-séquence une vue aérienne de la Loire et du centre-ville, qui permet notamment d'apercevoir la bande septentrionale du Vieux-Tours rasée en 1971-1972 pour permettre la construction de l'Université François-Rabelais (site des Tanneurs). On peut sinon reconnaître de nombreux espaces publics de la ville :
- cathédrale (séquence du mariage)
- gare SNCF de Tours
- place Jean-Jaurès (scènes du Café de Paris)
- Jardin des Prébendes (tous les plans tournés dans un jardin public)
- quartier bourgeois des Prébendes (où habitent Pierre et Florence)
- Rue de Bordeaux
- Immeubles populaires, alors nouvellement bâtis, du quartier du Sanitas (où habite Agnès)
- Rives du Cher (Agnès en vélosolex)

Un extrait du film est visible dans The Climb de Michael Angelo Covino. Le Grand Amour est le film que va voir Mike au cinéma le jour de son anniversaire.